# 王徵吉
王徵吉（1946年—），台灣知名生態攝影家、保育人士，出生於台南市安南區，以拍攝黑面琵鷺而聞名，人稱黑琵先生、Mr.HAPPY。
自1992年起致力於保護黑面琵鷺，長期奔波於中國大陸、日本、朝韩交界處等拍攝黑面琵鷺的影像。曾獲頒2006年韓國環境運動聯盟保護黑面琵鷺貢獻獎、2009年帝亞吉歐《Keep Walking》夢想資助計畫首獎、2010年金鼎獎、2012年中華藝術攝影家學會終身成就貢獻獎等。